# Enrique Roldán
Enrique Roldán ( Argentina, 1901 – Buenos Aires, Argentina, 4 de febrero de 1954) fue un actor de cine, teatro y radio cuyo nombre verdadero era José Andrés García.

## Carrera profesional
Se inició en el teatro con Blanca Podestá y entre sus trabajos en este ámbito se recuerda su participación en No es cosa para chicas, presentada en 1944 en el Teatro Coliseo por la compañía encabezada por María Duval, Héctor Coire y Nélida Franco. El mismo año trabajó en la revista musical Buenos Aires de ayer y de hoy, que tenía libro de Ivo Pelay y música de Francisco Canaro. En 1952 integra la Compañía encabezada por Tita Merello, con quien estrena en el Teatro Smart la obra Hombres en mi vida.
También hizo papeles en radioteatros y a fines de la década de 1940 participó en una gira teatral por Latinoamérica de Francisco Petrone.
Fue actor de reparto en muchas películas y en varios filmes de Manuel Romero hizo papeles de villanos, para los cuales se adaptaba su pelo engominado, fino bigote y alta estatura. De gran personalidad, que trasladaba a sus personajes interpretados, hizo sufrir en la pantalla, entre otras, a las actrices Alicia Barrié, Delia Garcés, Fanny Navarro y Mecha Ortiz.

## Fallecimiento
El actor y director teatral Enrique Roldán falleció trágicamente en un accidente ferroviario el 4 de febrero de 1954 con tan solo 53 años. Murió en la Estación Retiro del Ferrocarril Belgrano intentado subir a un tren en movimiento con rumbo a los estudios Lumiton en Munro. Sus restos descansan en el panteón de la Asociación Argentina de Actores.

## Filmografía
Actor
- Uéi Paesano (1953)
- Valentina (1950)
- Mujeres que bailan (1949) …Ernesto Rivera
- Alguien se acerca (1948)
- La caraba (1948)
- Un ángel sin pantalones (1947)
- Los tres mosqueteros (1946)...Rochefort
- Los dos rivales (1944)
- Elvira Fernández, vendedora de tienda (1942)
- Ven... mi corazón te llama (1942) …Arturo Campos
- Yo quiero ser bataclana (1941)
- Mi amor eres tú (1941)
- Carnaval de antaño (1940)
- Luna de miel en Río (1940)
- Los muchachos se divierten (1940)
- Isabelita (1940) …Ricardo
- Margarita, Armando y su padre (1939)
- Gente bien (1939)
- Oro entre barro (1939)
- La vida es un tango (1939)
- Muchachas que estudian (1939)
- 24 horas en libertad (1938)
- La rubia del camino (1938)
- Callejón sin salida (1938)
- Villa Discordia (1938)
- Mujeres que trabajan (1938)

## Teatro
- El barro humano (1933), presentado en el Teatro Corrientes por la "Compañía Argentina de Comedia de Pablo Acciardi", con Blanca Podestá, Amelia Sinisterra y Blanca Vidal.
- La fuga (1933).
- Cine Broadway (1942), con Juan Carlos Thorry y Paulina Singerman
- No es cosa para chicas (1944), junto a María Duval.
- Buenos Aires de ayer y de hoy (1944).
- Hombres en mi vida.